# Mike Williams (DJ)
Mike Willamsen (Drunen, Países Bajos, 27 de noviembre de 1996) más conocido por su nombre artístico Mike Williams, es un DJ, y productor neerlandés orientado principalmente al Future Bounce.

## Biografía

### Primeros años
Willemsen nació el 27 de noviembre de 1996 en Drunen , Países Bajos . Comenzó a tocar el piano cuando era un niño a la edad de 6 años. Cuando creció un poco, aprendió a leer hojas de música cuando tomó lecciones de piano, pero prefería idear , hacer y tocar sus propias canciones. Después, dejó sus lecciones y comenzó a trabajar en una computadora portátil con amplificador y los parlantes de su padre. A la edad de 12 años, aprendió a pinchar y produjo su primera pista de baile . A los 14 años, actuó como DJ en un club para 500 personas. Él fue regularmente reservado para conciertos después de eso

### Carrera musical
Al principio, lanzó numerosos remixes y bootlegs de canciones como "Blame" de Calvin Harris y "I Really Like You" de Carly Rae Jepsen, que recibió más de 3 millones de reproducciones en SoundCloud. La remezcla del sencillo de Harris fue bien recibida en el mercado y fue interpretada regularmente por otros DJ como Oliver Heldens en sus sets. Más tarde, comenzó a lanzar sus propias canciones, así como colaboraciones con otros artistas y su primer sencillo fue "Konnichiwa", que se lanzó el 31 de enero de 2015. El 6 de junio de 2015, lanzó "Candy" una colaboración con Dastic. También lanzó "Battlefield" bajo el alias WLLMS con Robby East fue lanzado el 26 de junio de 2015. Desde entonces, se le acercaron las etiquetas y las direcciones antes de firmar con Spinnin' Records. Fue firmado por Tiësto quien luego también lanzó un sencillo con él, y fue dirigido por MusicAllStars.
El 29 de febrero de 2016, lanzó "Sweet & Sour", su primer sencillo a través del sello Musical Freedom de Tiësto. El sencillo alcanzó el número 6 en el Top 100 de Beatport . Se lanzó un video musical oficial de la canción. El 8 de marzo de 2016, fue invitado y se presentó en Bij Igmar en SLAM!. Durante el Ultra Music Festival en 2016, Tiësto presentó a Williams ante la multitud y lo invitó a actuar en su set. El 16 de mayo de 2016, Williams lanzó "Groovy George", una colaboración con Justin Mylo a través de Musical Freedom. Se lanzó un video oficial de la canción. Ese mismo mes, los dos fueron invitados y se presentaron en Bij Igmar en SLAM!. El 5 de agosto de 2016, junto con Tiësto, lanzó "I Want You" a través de Musical Freedom como descarga gratuita. El sencillo recibió más de 16 millones de reproducciones en marzo de 2017. Ese mismo mes, actuó en el festival Mysteryland 2016. En septiembre, Williams remezcló "Feel the Love", un sencillo de Janieck , lanzado oficialmente el 26 de septiembre. El 17 de octubre de 2016, lanzó "Take Me Down", su primer sencillo a través de Spinnin' Records. Ese mismo mes, actuó en el Amsterdam Dance Event por primera vez. Su remix de "Money Maker" de Throttle presentando LunchMoney Lewis y Aston Merrygold, que salió el 7 de noviembre de 2016, fue su último lanzamiento del año.
El 5 de enero de 2017, comenzó su propio programa de radio titulado "Mike Williams on Track", que es parte del programa de fin de semana de la estación de radio holandesa SLAM!. Cuatro días más tarde, regresó a Musical Freedom y lanzó "Bambini", su primer sencillo del año. El 3 de marzo de 2017, lanzó el sencillo "Another Night" con Matluck en Spinnin' Records. También se lanzó un video musical oficial de la canción. Se lanzó una versión acústica cuatro semanas y cinco días después. El 13 de marzo de 2017, Williams anunció en las redes sociales que su computadora portátil fue robada el domingo a la noche. Mientras dormía, un ladrón irrumpió en su casa en Ámsterdam . Luego se despertó, pero era demasiado tarde y vio al ladrón huir con su computadora portátil. La computadora portátil tenía datos valiosos para él como productor, lo que llevó a Williams a ofrecer una recompensa de $ 2000 a quien lo ayude a recuperarla. El 27 de abril de 2017, actuó en AFAS Stadion en Alkmaar durante SLAM. Koningsdag 2017. El 8 de mayo de 2017, lanzó el sencillo "don't hurt " en Spinnin' Records, que presentó Brēzy. Un video musical oficial para la canción también fue lanzado. Ese mismo mes, fue invitado nuevamente y se presentó en Bij Igmar en SLAM!. Poco después, Williams lanzó un remix oficial para "Hunter", un sencillo de Galantis. Un mes después, colaboró con Lucas & Steve y Curbi en el sencillo "Let's Go". Los cuatro habían organizado un episodio en el programa de radio Spinnin' Records Spinnin' Sessions. El 4 de agosto de 2017, él y Felix Jaehn lanzaron el sencillo colaborativo "Feel Good". Que estaba en el top 50 en las listas de baile de Apple Music, y pasó un par de semanas en la lista de reproducción de baile A-list de Apple Music. Una semana más tarde, lanzó "Step Up", una colaboración con Tom & Jame en la sub-etiqueta Spinnin 'Copyright Free Music como descarga gratuita. El 4 de septiembre de 2017, lanzó un sencillo con Brooks, titulado "Jetlag".

## Ranking DJmag
| DJ            | 2017 | 2018 | 2019 | 2020 | 2021 | 2022 | 2023 | 2024 |
| ------------- | ---- | ---- | ---- | ---- | ---- | ---- | ---- | ---- |
| Mike Williams | 60°  | 66°  | 54°  | 90°  | 70°  | DNE  | 66°  | 73°  |

## Discografía

### EPs
- 2022: Storylines [ Spinnin' Records ]

### Sencillos
- 2015: Mike Williams - Konnichiwa [  Mike Williams Media ]
- 2015: Mike Williams & Dastic - Candy [ Mike Williams Media ]
- 2016: Mike Williams - Sweet & Sour [ Musical Freedom ]
- 2016: Mike Williams & Justin Mylo - Groovy George [ Musical Freedom ]
- 2016: Tiësto & Mike Williams - I Want You [ Musical Freedom ] [ Free Download ]
- 2016: Mike Williams - Take Me Down [ Spinnin' Records ]
- 2017: Mike Williams - Bambini [ Musical Freedom ]
- 2017: Mike Williams feat. Matluck - Another Night [ Spinnin' Records ]
- 2017: Mike Williams feat. Brēzy - Don't Hurt [ Spinnin' Records ]
- 2017: Lucas & Steve x Mike Williams x Curbi - Let’s Go [ Spinnin' Records ]
- 2017: Felix Jaehn x Mike Williams - Feel Good [ Spinnin' Records / Universal Music Group / Virgin ]
- 2017: Mike Williams x Tom & Jame - Step Up [ Spinnin' Copyright Free Music ]
- 2017: Mike Williams x Brooks - Jetlag [ Spinnin' Records ]
- 2017: Mike Williams - Melody (Tip Of My Tongue) [ Musical Freedom / Warner Music Group ]
- 2017: Mike Williams x Dastic - You & I [ Spinnin' Records ]
- 2018: R3hab x Mike Williams - Lullaby [ CYBERPVNK / R3HAB MUSIC ]
- 2018: Mike Williams feat. Robin Valo - Feels Like Yesterday [ Spinnin' Records ]
- 2018: Mike Williams - Give It Up [ Spinnin' Records ]
- 2018: Mike Williams - The Beat [ Spinnin' Records ]
- 2018: Mike Williams - Rocket [ Dharma Worldwide ]
- 2018: Mike Williams x Mesto - Wait Another Day [ Spinnin' Records ]
- 2019: Mike Williams - I Got You [ Spinnin' Records ]
- 2019: Hardwell & Mike Williams - I'm Not Sorry  [ Revealed Recordings ]
- 2019: Mike Williams feat. Maia Wright - Wait For You [ Spinnin' Records ]
- 2019: Mike Williams x Dastic - Kylie [ Spinnin' Records ]
- 2019: Mike Williams - Day Or Night [ Musical Freedom ]
- 2019: Nicky Romero & Mike Williams feat. Amba Shepherd - Dynamite  [ Protocol Recordings ]
- 2020: Mike Williams feat. Moa Lisa - Make You Mine  [ Spinnin' Records ]
- 2020: Mike Williams x Curbi - Take Me There  [ Spinnin' Records ]
- 2020: Mike Williams - Fallin' In  [ Universal Music Group ]
- 2020: Mike Williams & SWACQ - You're The Future  [ Spinnin' Records ]
- 2020: Mike Williams & Justin Mylo feat. Sara Sangfelt - Face Up To The Sun  [ Universal Music Group ]
- 2021: Mike Williams & Jonas Aden - I Hope You Know  [ Universal Music Group ]
- 2021: Mike Williams - Get Dirty [ Musical Freedom ]
- 2021: Mike Williams & Felix Jaehn feat. Jordan Shaw - Without You  [ Universal Music Group ]
- 2021: Mike Williams - AIR [ Spinnin' Records ]
- 2021: Mike Williams feat. Xillions - Harmony [ Spinnin' Records ]
- 2022: Mike Williams feat. Zack Hall - Pretty Little Words [ Spinnin' Records ]
- 2022: Mike Williams & Magnificence - Here For You [ Musical Freedom ]
- 2022: Mike Williams - I Said Too Much [ Smash The House ]
- 2022: Mike Williams & Matluck - Closing Time [ Spinnin' Records ]
- 2022: Mike Williams - Best Part Missing (Storylines EP) [ Spinnin' Records ]
- 2022: Mike Williams & RetroVision - Supernova (Storylines EP) [ Spinnin' Records ]
- 2022: Mike Williams & Robbie Mendez - Ambush (Storylines EP) [ Spinnin' Records ]
- 2022: Mike Williams feat. RYVM - When The Sun Is Gone (Storylines EP) [ Spinnin' Records ]
- 2022: R3hab x Mike Williams - Sing Your Lullaby [ CYBERPVNK / R3HAB MUSIC ]
- 2023: Mike Williams & Tungevaag - Dreams Come True [ Spinnin' Records ]
- 2023: Mike Williams - Paris To Berlin [ Spinnin' Records ]
- 2023: Afrojack & Mike Williams - Alone [ Wall Recordings ]
- 2023: Mike Williams feat. DTale - Living On Video [ Spinnin' Records ]
- 2023: Mike Williams & The Him feat. Travie's Nightmare - Down The River [ Spinnin' Records ]
- 2023: Mike Williams & Tim Hox - The Blonde One [ Spinnin' Records ]
- 2023: Quintino & Mike Williams - Let Me Be Your Fantasy [ Spinnin' Records ]
- 2023: Mike Williams & Firebeatz - Womp [ Spinnin' Records ]
- 2023: Mike Williams & Robbie Mendez - Blessed (Lost & Found) [ Spinnin' Records ]
- 2024: Mike Williams - Could It Be Love [ Spinnin' Records ]
- 2024: Mike Williams - The Alarm [ Spinnin' Records ]
- 2024: Mike Williams & YouNotUs - 1975 [ Spinnin' Records ]
- 2024: Mike Williams feat. Joe Jury - Alice [ Storylines ]
- 2025: Mike Williams & VLUARR - High Enough [ STMPD RCRDS ]
- 2025: Mike Williams feat. Joe Jury - La La [ Smash the House ]
- 2025: Mike Williams feat. Elrik Næss - Learn To Fly [ Be Yourself Music ]

## Sencillos con el alias WLLMS
| Año  | Canción     | Colaboración | Sello discográfico |
| ---- | ----------- | ------------ | ------------------ |
| 2015 | Battlefield | Robby East   | Future House Music |

## Remixes
| Año  | Canción                                                                      | Artista Original                     |
| ---- | ---------------------------------------------------------------------------- | ------------------------------------ |
| 2014 | "Shower (Mike Williams Future Remix)"                                        | Becky G                              |
| 2014 | "Blame Feat. John Newman (Mike Williams Future Remix)"                       | Calvin Harris                        |
| 2014 | "Raise Your Hands (Mike Williams & Mesto future Bootleg)"                    | Ummet Ozcan                          |
| 2015 | "Outside Feat. Ellie Goulding (Mike Williams Remix)"                         | Calvin Harris                        |
| 2015 | "I Really Like You (Mike Williams future House Bootleg)"                     | Carly Rae Jepsen                     |
| 2015 | "Drag Me Down (Mike Williams future house Bootleg)"                          | One Direction                        |
| 2016 | "The Right Song Feat. Natalie La Rose (Mike Williams Remix)"                 | Tiësto & Oliver Heldens              |
| 2016 | "Feel The Love (Mike Williams Remix)"                                        | Janieck                              |
| 2016 | "Money Maker Feat. Lunchmoney Lewis & Aston Merrygold (Mike Williams Remix)" | Throttle                             |
| 2017 | "Hunter (Mike Williams Remix)"                                               | Galantis                             |
| 2017 | "Trouble Feat. VÉRITÉ (Mike Williams Remix)"                                 | R3hab                                |
| 2018 | "We Want Your Soul (Mike Williams Remix)"                                    | Dada Life                            |
| 2019 | "How You Love Me (Mike Williams Remix)"                                      | Hardwell                             |
| 2019 | "Wait For You" (VIP Mix)                                                     | Mike Williams feat. Maia Wright      |
| 2019 | "Who's Got Your Love (Mike Williams Remix)"                                  | Cheat Codes x Daniel Blume           |
| 2020 | "Blue (Mike Williams Remix)"                                                 | Tiesto feat. Stevie Appleton         |
| 2020 | "Breaking Me (Mike Williams Remix)"                                          | Topic x A7S                          |
| 2021 | "I Hope You Know (Chill Mix)"                                                | Mike Williams x Jonas Aden           |
| 2021 | "When The Lights Are Low (Mike Williams Remix)"                              | Toby Romeo x Felix Jaehn x FAULHABER |
| 2021 | "Going Dumb (Mike Williams Remix)"                                           | Alesso & Stray Kids & CORSAK         |
| 2023 | "Living On Video (VIP Mix)"                                                  | Mike Williams feat. DTale            |
| 2023 | "Living On Video (Festival Mix)"                                             | Mike Williams feat. DTale            |